# Michał Bajor

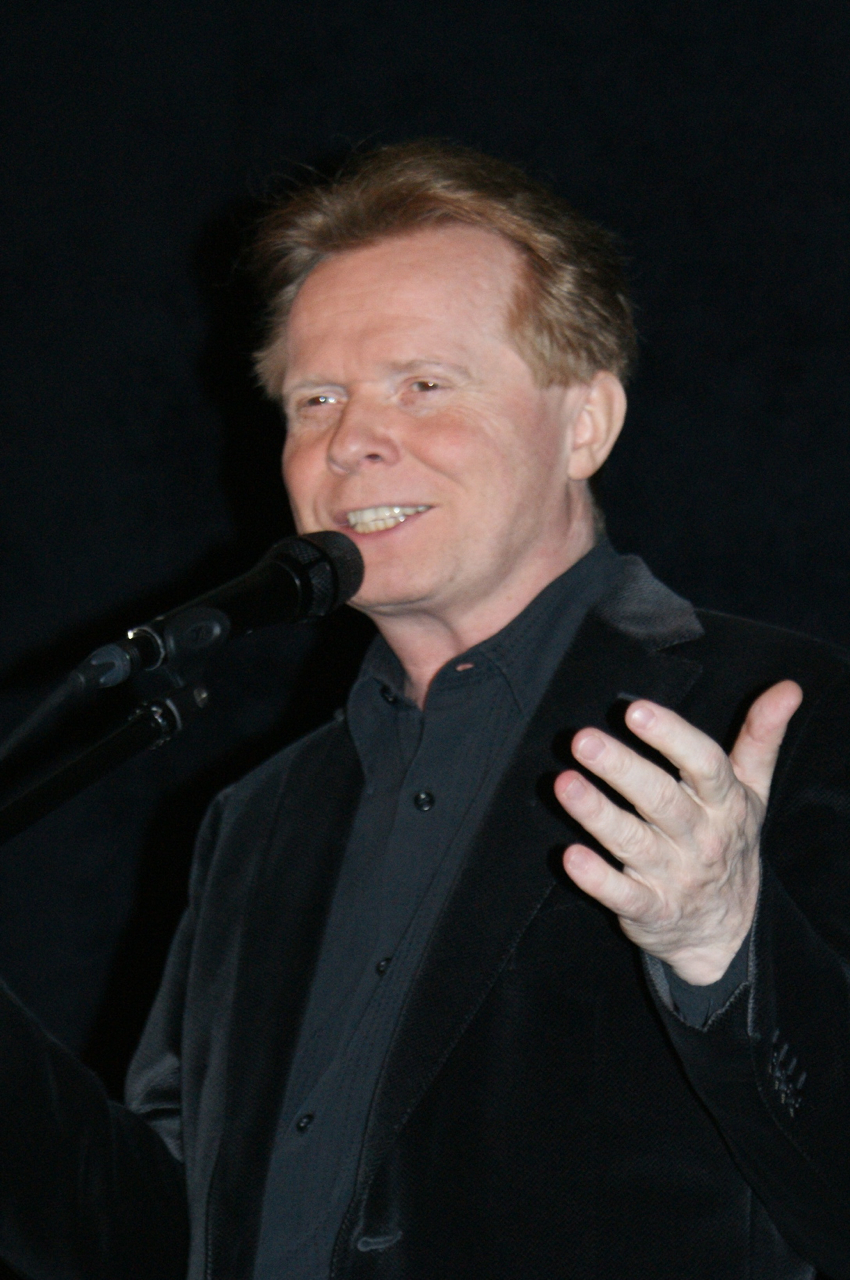
Michał Bajor

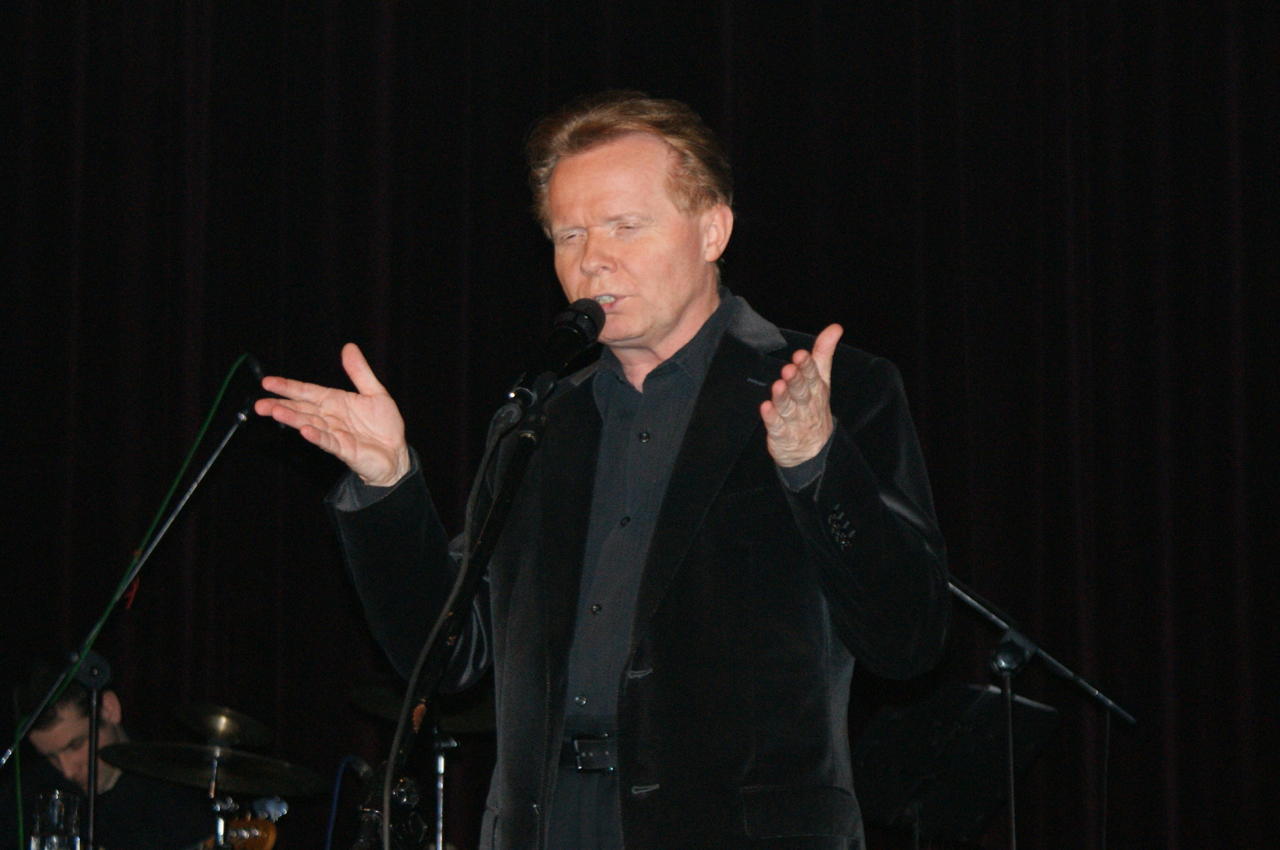
Michał Bajor

Michał Bajor (* 13. Juni 1957 in Głuchołazy) ist ein polnischer Schauspieler und Chansonnier.

## Biografie
Aufgewachsen in einer Künstlerfamilie (sein Vater war Puppenspieler) begann er seine Karriere als Sänger bereits mit 13 Jahren, als er 1970 in seinem Wohnort Opole an der Vorausscheidung zum dortigen  Schlagerfestival teilnahm. In den folgenden Jahren nahm er an den polnischen Songfestivals in Zielona Góra, Sopot, Opole teil. Als 17-Jähriger debütierte er als Schauspieler in Agnieszka Hollands Film Wieczór u Abdona. Es folgte eine Reihe weiterer wichtiger Filmauftritte, auch internationaler Art, etwa 1988 in István Szabós Streifen Hanussen sowie 2000 als Kaiser Nero in der Verfilmung des Romans Quo Vadis durch Jerzy Kawalerowicz. Parallel dazu spielt Bajor seit 1979 am Teatr Ateneum in Warschau.
Als Sänger veröffentlichte Bajor ca. 20 LPs und CDs. Dabei arbeitete er mit Textern und Musikern wie Wojciech Młynarski, Jonasz Kofta, Włodzimierz Korcz oder Jerzy Satanowski zusammen.

## Filmografie (Auswahl)
- 1975: Wieczór u Abdona, Regie: Agnieszka Holland, als Michaś
- 1981: Es war einmal der Jazz (Był jazz), Regie: Feliks Falk, als Tomek Markowski
- 1981: W biały dzień, Regie: Edward Żebrowski, als Biały
- 1981: Vuk, Regie: Attila Dargay, als der erwachsene Vuk (Polnische Synchronisation)[1]
- 1982: Der Konsul (Limuzyna Daimler-Benz), Regie: Filip Bajon, als Michał Hahn
- 1983: Klakier, Regie: Janusz Kondratiuk
- 1984: Deszcz, Regie: Barbara Borys-Damiecka
- 1984: Vorsehung (Przeznaczenie), Regie: Jacek Koprowicz, als sein Sohn
- 1984: Spasenieto, Regie: Borislaw Puntschew, als Fogel
- 1985: Ohne Ende (Bez końca), Regie: Krzysztof Kieślowski
- 1985: Cień juz niedaleko, Regie: Kazimierz Karabasz
- 1985: Medium, Regie: Jacek Koprowicz, als Krank
- 1988: Hanussen (Profeta), Regie: István Szabó
- 1989: Alchemik, Regie: Jacek Koprowicz, als Prinz Fryderyk
- 1990: Niemoralna Historia, Regie: Barbara Sass
- 1991: Flucht aus dem Kino "Freiheit" (Ucieczka z kina "Wolność"), Regie: Wojciech Marczewski, als Kritiker
- 2001: Quo vadis?, Regie: Jerzy Kawalerowicz, als Nero
- 2008: To nie tak jak myślisz, kotku (poln. Komödie), als Dr. Ryszard Żmijewski

## Diskografie
Alben

| Jahr | Titel                                      | Höchstplatzierung, Gesamtwochen, AuszeichnungChartsChartplatzierungen (Jahr, Titel, Platzierungen, Wochen, Auszeichnungen, Anmerkungen) | Anmerkungen                              |
| Jahr | Titel                                      | PL | Anmerkungen                              |
| ---- | ------------------------------------------ | --- | ---------------------------------------- |
| 2000 | Kocham jutro                               | PL36 (9 Wo.)PL | Erstveröffentlichung: 2000               |
| 2002 | Twarze w lustrach                          | PL10 (10 Wo.)PL | Erstveröffentlichung: 2002               |
| 2004 | Za kulisami                                | PL7 (7 Wo.)PL | Erstveröffentlichung: 2. Februar 2004    |
| 2007 | Inna bajka                                 | PL20 Gold · (6 Wo.)PL | Erstveröffentlichung: 15. Oktober 2007   |
| 2009 | Piosenki Marka Grechuty i Jonasza Kofty    | PL6 Platin · (22 Wo.)PL | Erstveröffentlichung: 2. Oktober 2009    |
| 2011 | Od Piaf do Garou                           | PL8 Platin · (26 Wo.)PL | Erstveröffentlichung: 21. Oktober 2011   |
| 2013 | Moje podróże                               | PL15 (3 Wo.)PL | Erstveröffentlichung: 14. Oktober 2013   |
| 2015 | Moja Miłośč                                | PL1 Platin · (56 Wo.)PL | Erstveröffentlichung: 2. Oktober 2015    |
| 2017 | Od Kofty Do Korcza Vol. 1                  | PL6 Gold · (10 Wo.)PL | Erstveröffentlichung: 21. April 2017     |
| 2019 | Kolor Cafe – Przeboje Włoskie i Francuskie | PL3 Platin · (47 Wo.)PL | Erstveröffentlichung: 27. September 2019 |
| 2022 | No, A Ja?                                  | PL6 Gold · (16 Wo.)PL | Erstveröffentlichung: 18. November 2022  |

Weitere Alben
- 1987: Michał Bajor Live
- 1988: Nowe Piosenki (Doppel-LP)
- 1991: 24 x Bajor
- 1991: Kolędy
- 1993: Michał Bajor ’93
- 1995: Kings and Queens
- 1995: Michał Bajor ’95
- 1998: Uczucia
- 1999: Piosenki dla dzieci
- 1999: W dzień Bożego Narodzenia
- 2000: Błędny rycerz. Złota kolekcja (PL: Gold)
- 2000: Złota kolekcja (PL: Gold)
- 2001: Quo vadis. Muzyka filmowa
- 2005: Michał Bajor 30/30. Największe przeboje (PL: Platin)